# Caterina Cavalieri
Caterina Magdalena Giuseppa Cavalieri (Währing, 11 maart 1755 – 30 juni 1801) was een Oostenrijkse sopraan. Ze werd geboren in Währing in het Weense district Alsergrund. Haar vader was een schoolleraar en koorleider van het lokale kerkkoor. Haar echte naam is Katharina Maggdalena Josefa Kavalie. Cavalieri studeerde opera bij Antonio Salieri.
Haar eerste opera zong ze in 1775: La finta giardiniera. In 1778 werd ze vaste zangeres bij de Staatopera van Keizer Jozef II dat voornamelijk Singspiel bracht. Het gezelschap werd in 1783 opgedoekt. Daar bracht ze onder andere Die Bergknappen in 1778. In 1781 speelde ze de rol van Fräule Nannette in Salieri's Der Rauchfangkehrer, een rol die speciaal voor haar werd geschreven. Zelf beweerde ze dat haar meest memorabele rol bij het gezelschap het personage Konstanze was in de opera Die Entführung aus dem Serail van Wolfgang Amadeus Mozart.
In 1778 trad ze op als Donna Elvira in het geflopte Don Giovanni, eveneens van Mozart. Mozart schreef speciaal voor Cavalieri nog enkele stukken zoals Davide penitente (1785) en de rol van Fräulein Silberklang in Der Schauspieldirektor (1786). Ook Salieri en enkele andere componisten schreven stukken speciaal voor haar.
Na 1790 kwam Cavalieri nog nauwelijks aan bod. De reden hiervan was dat de nieuwe Keizer Leopold II niet echt geïnteresseerd was in opera. Vanaf 1793 is van Cavalieri niets meer vernomen, alleen dat ze ongehuwd stierf op 30 juni 1801, vermoedelijk ten gevolge van vlektyfus.
Het personage Cavalieri komt ook voor in Peter Shaffers toneelstuk Amadeus, maar heeft geen tekst. In de gelijknamige film heeft Cavalieri wel tekst. Daar wordt de rol gespeeld door Christine Ebersole, maar de zangstukken werden gedubd door Suzanne Murphy.